# سیارک ۶۶۸۴۶
سیارک ۶۶۸۴۶ (به انگلیسی: 66846 Franklederer، نامگذاری:1999VP2) شصت و شش هزار و هشتصد و چهل و ششمین سیارک کشف شده‌است که در ۶ نوامبر ۱۹۹۹ کشف شد.